# B1909's anlæg
B1909's anlæg er et idrætsanlæg beliggende på Gillestedvej i Vollsmose, Odense, som fortrinsvist anvendes til fodbold. Ved siden af anlægget ligger Gillested Park.
Anlægget benyttes blandt andet til træning af hold fra B1909 samt en række andre serieklubber. Anlægget har siden starten af juli 2006 endvidere huset divisionsholdet FC Fyn både sportsligt (træning) og administrativt.